# Vrána americká
Vrána americká (Corvus brachyrhynchos) je velký druh pěvce z čeledi krkavcovitých (Corvidae).

## Popis
Vrána americká je výrazný, černě zbarvený pták. Dorůstá délky 40–50 cm, z které celých 40 % zaujímá ocas. Křídlo je dlouhé asi 27–34 cm a zobák průměrně 5 cm.

## Hlas
Nejčastěji se ozývá krátkým, hlasitým, rychlým „kráách-kráách-kráách“ (viz  ukázka).

## Rozšíření
Je rozšířená na značném území Severní Ameriky, a to v rozmezí od pobřeží Tichého oceánu až po pobřeží Atlantského oceánu a od Kanady až po severní Mexiko.

## Prostředí
Vyskytuje se v celé řadě prostředí, od zemědělské půdy, parků a otevřených lesů až po centra velkých měst; zcela chybí pouze v deštných lesích a tundrách, kde její roli nahrazuje krkavec velký (C. corax). Na většině svého areálu rozšíření je stálá, ačkoli někteří kanadští ptáci na zimu migrují.

## Hnízdění
Je monogamní. Mláďata z předchozího hnízdního období přitom obvykle zůstávají se svým rodiči a pomáhají jim s péčí o nové potomstvo. Pohlavně dospívá ve věku 3 let.
Začíná hnízdit brzy, někdy již na začátku dubna. Hnízdo z větví buduje na stromech, přednostně na dubech, zřídkakdy zahnízdí i v hustých keřích a méně častěji i na zemi. V jedné snůšce bývá 3–6 vajec, na kterých sedí pouze samice po dobu 18 dnů. Mláďata pak hnízdo opouští asi po 35 dnech.

## Potrava
Je všežravá. Požírá bezobratlé, mršiny, odpadky, semena či ptačí vejce a mláďata. Dokáží však ulovit i menšího obratlovce, jako je např. žába nebo myš. V zimě a na podzim v její potravě hrají velkou roli zejména ořechy a žaludy. Občas navštěvuje i ptačí krmítka. Náleží také k několika málo ptačím druhům, u kterých bylo při získávání potravy pozorováno používání nástrojů.